# 拉沙佩勒-昂塞瓦勒
拉沙佩勒-昂塞瓦勒（法語：La Chapelle-en-Serval）是法国瓦兹省的一个市镇，属于桑利斯区和桑利斯县（Senlis）。该市镇总面积10.81平方公里，2009年时的人口为2799人。

## 人口
拉沙佩勒-昂塞瓦勒人口变化图示